# Référendums de 2021 dans le Maine
Trois référendums ont lieu le 2 novembre 2021 dans le Maine,.
Le premier concerne l'interdiction d'une création de réseau électrique, le deuxième le financement d'infrastructures à hauteur de 100 millions de dollars, et le troisième un droit à l'alimentation. Tous sont validés par les électeurs.